# Эрмитажный театр
Эрмитажный театр — театральное здание в Санкт-Петербурге, построенное в 1783—1789 годах по проекту итальянского архитектора Джакомо Кваренги. Здание расположено на месте бывшего Зимнего дворца Петра I, на углу Дворцовой набережной (дом № 32) и Зимней канавки. Оно завершает комплекс построек, протянувшихся вдоль реки Невы и связанных арками и переходами в одно целое с Зимним дворцом.

## История театра
Здание придворного Императорского театра построено по указу императрицы Екатерины II в сентябре 1783 года «О возведении при ермитаже каменного театра… по планам и под надзиранием архитектора Гваренгия». Место было найдено не сразу. Сначала сломали старый театр, располагавшийся в Малом эрмитаже, который и получил своё название благодаря привычке Екатерины II устраивать здесь спектакли и увеселительные вечера — «малые эрмитажи». Императрице не нравилось, что публика проходит на представления через её личные апартаменты.
При строительстве архитектор Кваренги использовал фундамент предшествующих зданий, которые были построены на этом месте ранее при Зимнем дворце. Строительство шло в три этапа: сначала внутри старого здания построили зал и сцену, затем сцену расширили, зал отделали, и лишь потом возвели часть здания с фасадом на Неву и восточный дворовый флигель.
Театр был открыт 16 ноября 1785 года ещё до завершения внутренней отделки премьерой комической оперы А. Аблесимова на музыку М. М. Соколовского «Мельник — колдун, обманщик и сват». Зал и сценическая коробка возвышались над старым зданием Лейб-компанского корпуса. С 1787 по 1789 годы достраивались объёмы здания, расположенные на набережной и в восточной части. Фасад театра окончательно оформлен только в 1802 году: была сооружена балюстрада у полукруглого выступа, в нишах установлены шесть статуй и шесть бюстов известных поэтов Древней Греции, выполненных по рисунку Кваренги.
Эрмитажный театр сыграл значительную роль в развитии русской театрально-музыкальной культуры конца XVIII века. На сцене театра шли многие оперные, балетные и драматические постановки, в том числе пьесы, написанные императрицей. В этом здании устраивали маскарады и балы, разыгрывали любительские спектакли.
История Эрмитажного театра связана с именем выдающегося итальянского художника Пьетро ди Готтардо Гонзаго. В 1789 году, архитектор Дж. Кваренги, знакомый с творчеством Гонзаго в Италии, намеревался пригласить его в Санкт-Петербург для создания декораций в Эрмитажном театре. Но художник прибыл в Россию только в конце 1791 или в начале 1792 года. Гонзаго в Россию пригласил князь Н. Б. Юсупов, будущий директор Императорских театров. В то время он был послом России при Туринском дворе. По приезде Гонзаго много работал с натуры, рисовал пейзажи Санкт-Петербурга, его архитектурных памятников в беглой манере тушью, сепией или бистром, пером и кистью. Для занавеса Эрмитажного театра он решил повторить свой успех в Милане. Для миланского театра Ла Скала в 1779 году он создал занавес, на котором очень точно был изображён тот же театр, только снаружи. Публика была в восторге. В собрании Эрмитажа хранится рисунок Гонзаго, на котором бистром и тушью изображён Эрмитажный театр со стороны Невы.
С 1808 года в Эрмитажном театре стали устраивать новогодние маскарады. В театральном зале устанавливали «хрустальную палатку», изготовленную на Императорском стеклянном заводе, ярко освещённую изнутри и снаружи. В палатке накрывали стол на двадцать пять персон. Оформлением всех праздников руководил П. Гонзаго. Позднее, с февраля 1823 года, театр использовали даже для обучения солдат гвардейского Преображенского полка, квартировавшегося неподалёку. С 1826 года Здание Эрмитажного театра перешло в ведение дирекции Императорских театров.
В театре выступало множество известных драматических актёров: И. А. Дмитревский, Ж. Офрен, П. А. Плавильщиков, С. Н. Сандунов, Т. М. Троепольская, Я. Д. Шумский, А. С. Яковлев. На этой сцене пел Ф. И. Шаляпин.
Театр не раз подвергался ремонтным и реставрационным работам. Реставрационные работы проходили под наблюдением К. И. Росси и Л. И. Шарлеманя. В 1862 году были заменены деревянные несущие конструкции. В 1895—1898 годах под руководством А. Ф. Красовского проводилась капитальная реконструкция, деревянные фермы заменили железными.
В 1902 году верхний этаж переходной галереи, служащий театральным фойе, оформили заново в стиле «четвёртого рококо» по проекту Л. Н. Бенуа. Поводом для переделки послужил огромный гобелен, подаренный Императорскому двору президентом Франции Ф. Фором. Было решено создать для него подходящее оформление в фойе Эрмитажного театра.
В 1988 году во дворе театра архитектором В. П. Лукиным была создана новая арочная галерея-переход на арке непосредственной связи с Государственным Эрмитажем.
В 1992 году на первом этаже здания театра открылась экспозиция Зимний дворец Петра I, вход на которую расположен со стороны Дворцовой набережной. В настоящее время помещения Эрмитажного театра находятся в ведении Государственного Эрмитажа.

## Архитектура
Архитектор Джакомо Кваренги был убеждённым палладианцем. В качестве прототипа нового здания он выбрал древнегреческий театрон (не без участия императрицы). Кваренги ранее изучал античные театры, а для гравированного издания 1787 года, посвящённого Эрмитажному театру в Петербурге, он специально выполнил чертёж римского театра и обмерный чертёж театра Олимпико в Виченце (проект А. Палладио, строительство В. Скамоцци, 1580—1585). Театр в Виченце был создан по заказу городского общества «Олимпийская Академия», пропагандировавшего античную драму. Небольшое помещение с амфитеатром, орхестрой и скеной, сделанными из дерева и расписанными под мрамор, напоминает древнегреческий театр в Эпидавре.
В интерьере театра Кваренги использовал колонны коринфского ордера, облицованные искусственным мрамором, ниши со статуями Аполлона и девяти муз, круглыми медальонами с профильными портретами знаменитых поэтов и композиторов (в том числе Иомелли и Бунарелли, Метастазия, Мольера, Расина, Вольтера, Сумарокова). По объяснению самого Кваренги, он строил Эрмитажный театр по непосредственным впечатлениям от античного театра в Помпеях. Сценические маски на коринфских капителях интерьера театра сделал, «следуя образцам виденных в Риме и, главным образом, найденных мною в раскопках театра Помпеи». Места в зрительном зале примерно на 100 человек, представляющем полукруг диаметром 19 м, были сделаны равноценными, амфитеатром в шесть рядов.
Помощником Кваренги на строительстве был каменных дел мастер, тессинец Джузеппе Лукини. В оформлении интерьера принимали участие А. Бернаскони, К. Альбани, Д. Валазини, А. Медей и другие итальянские и русские мастера. Полуциркульный зрительный театр впечатляет одновременно камерностью и монументальностью. Колонны искусственного мрамора, балюстрады и красная обивка (вначале она была синей) зрительских место создают торжественный колорит. Восстановлен большой занавес екатерининского времени.
Фасад, обращённый к Неве, выделяется рустовкой и неглубокой лоджией с большим ордером, охватывающим второй и третий этажи между боковыми ризалитами. Особенно эффектна закруглённая угловая часть с аркой-переходом к зданию Старого Эрмитажа через Зимнюю канавку. Арка построена по проекту архитектора Ю. М. Фельтена в 1783 году. Она напоминает прославленный «Мост вздохов» в Венеции.
- Эрмитажный театр. Деталь западного фасада
- Фойе Эрмитажного театра. Архитектор Л. Н. Бенуа
- Раскрытие части исторического фасада Зимнего дворца Петра I
- Арка через Зимнюю канавку. Архитектор Ю. М. Фельтен